# 许靖华
许靖华（1929年7月1日—），男，祖籍安徽歙县，籍贯江苏仪征，生於江苏南京，地质学家、学者和作家，美国国家科学院院士、中華民國中央研究院院士、瑞士苏黎世联邦理工学院荣休教授。

## 生平
1929年7月1日生于江苏南京，原籍安徽歙县許村。1944年考入国立中央大学（南京大學）地质系，1948年7月毕业获学士学位。同年赴美留学，1950年在俄亥俄州立大学获硕士学位，1953年在洛杉矶加州大学获博士学位。1954年入美国壳牌石油公司从事研究工作，1963年到1967年在纽约州立大学和加州大学任教。1967年起移居瑞士，任教于瑞士苏黎世联邦理工学院，先后担任该校地球科学院院长、地质研究所所长。
1970年參與地中海深海鑽探研究，並提出地中海原是荒漠的說法。1986年，出版以探討恐龍滅絕原因為主題的《大滅絕》，該書成为畅销书。
他过去各有三分之一的时间在中国、美国和欧洲度过。1994年从苏黎世联邦理工学院退休。2004年10月11日，受聘为南京大学高级讲座教授，开设《现代科学发展史》公共课。

## 社会兼职
曾任国际沉积学会主席、国际海洋地质学委员会主席、欧洲地球物理协会（EGS，2002年EGS和EUG合并为欧洲地球科学联盟）首任会长。

## 奖项和荣誉
当选为美国国家科学院院士，地中海科学院院士，台湾中央研究院院士。1984年获世界地学界最高荣誉Twenhofel乌拉斯坦勋章。并曾获国际地质学界的另外两个荣誉：伦敦地质学会授予的最高荣誉Wollaston沃拉斯顿奖章（1984）和美国地质学会授予的Penrose彭罗斯奖章（2001）。1987年获南京大学名誉博士学位，2002年获南京大学世纪校友学术成就金质奖章。

## 家庭
父亲许心武曾任国民政府黄河水利委员会委员长、国立河南大学校长。母亲是一位传统的中国女性。
1958年于美国和瑞士人露丝·格兰德（Ruth Grunder）结婚，生有二儿一女。1962年妻子露丝不幸死于车祸，此后携子女一同迁居到瑞士。1966年与克里斯汀·尤古斯特（Christine Euguster）再婚，生有一子。
妻子苏珊·米兰（Susan Milan）為長笛演奏家。
女儿伊丽莎白（Elisabeth Hsu），中医史学家。大儿子马丁（Martin Hsu），建筑师。 二儿子安德鲁（Andrew Hsu），音乐家。小儿子彼得（Peter Hsu），律师。